# Монетний двір у Вест-Пойнті
Монетний двір у Вест-Пойнті (англ. West Point Mint) — монетний двір у США.

Був побудований у 1937 році недалеко від Військової академії США у Вест-Пойнті, штат Нью-Йорк, США. Спочатку у Вест-Пойнті зберігалися зливки. Протягом 12 років на монетному дворі карбувалися гроші США, що знаходилися у обігу. В наш час у Вест-Пойнті карбуються пам'ятні монети, а також зберігається золото.
Монетний двір Вест-Пойнту має офіційний статус філії Монетного двору Сполучених Штатів з 31 березня 1988 року, у тому ж році він був включений в Національний реєстр історичних місць США.

## Історія

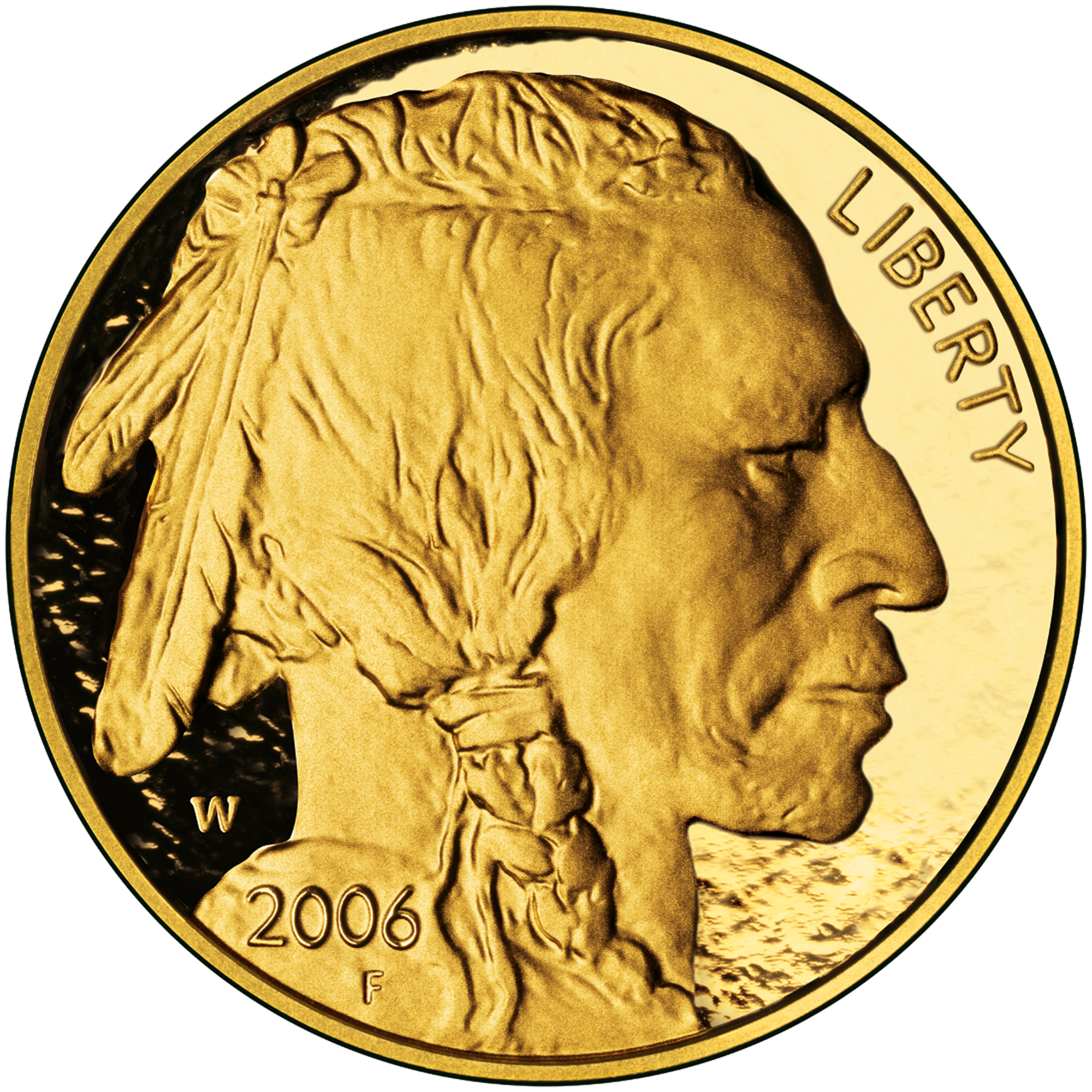
Американський Буффало, 2006 року. З міткою монетного двору у Вест-Пойнті (W)

Станом на 1937 рік він слугував сховищем для срібла в зливках. Навіть без статусу монетний двору Сполучених Штатів, на ньому відбувалося карбування монет. З 1974 до 1986 року монетний двір Вест-Пойнта карбував одноцентовики з зображенням Лінкольна, на яких не було ніяких позначень монетного двору, що робить їх подібними до монет викарбуваних на монетному дворі у Філадельфії. У 1977–1979 роках у Вест-Пойнті карбували монети у чверть долара до 200-річчя США, та з зображенням першого президента Джорджа Вашингтона. Також на початку 1980-х років, у сховищах на території монетного двору зберігалося золото на суму близько 20 мільярдів доларів (хоча це було все ще значно менше, ніж в Форт-Ноксі).
У вересні 1983 року з'явився перший знак монетного двору у Вест-Пойнті, у вигляді літери «W» (до цього досі це був неофіційний монетний двір США). Цей знак з'явився на золотій монеті орел (10 доларів) на честь Літніх Олімпійських ігор 1984 року у Лос-Анджелесі. Це була перша золота монета, як законний платіжний засіб, з 1933 року. У 1986 році Американський Золотий орел злитки-монети були викарбувані виключно у Вест-Пойнті, знову без знаку монетного двору. Депозитарію у Вест-Пойнті було надано статус історичного місця 31 березня 1988 року.
Незвичайне карбування на цьому монетного дворі відбулося в 1996 році, коли карбувалася пам'ятна монета дайм «з Рузвельтом» який був випущений до 50-річчя початку випуску монет цього типу. Було виготовлено 1 457 000 монет цього року. Таким чином, дайми монетного двору Вест-Пойнт з позначкою «W», не є особливо дефіцитним. Їх випуск зроблено для колекціонерів.
У 2002 році Військова академія США у Вест-Пойнті була удостоєна нагороди за до її 200-річного ювілею, було викарбувано пам'ятний срібний долар з прапороносцем на аверсі монети, та з шоломом Афіни на реверсі. Монета була проведена тільки на цьому монетному дворі.
У 2015 році було викарбувано монети дайм та долар на монетному дворі з позначками «W», монети були випущені як частина набору (сету). Було зроблено не менше 75 000 сетів.

## Сьогодення
Тепер серія Американський орел, монети-зливки зі срібла та платини виробляються у Вест-Пойнті. Також карбуються золоті та срібні пам'ятні монети. Всі пам'ятні монети з Вест-Пойнту мають відмітку у вигляді літери «W», фірмовий знак цього монетного двору. Починаючи з 2006 року, монетний двір у Вест-Пойнті карбує також інвестиційні монети американські Буффало (50 доларів).
Золото та срібло зберігається тільки в такої кількості, щоб задовольнити вимоги карбування. Через наявність такої великої кількості золота в злитках на місці, забезпечується висока безпеку. Монетний двір не надає публічні тури.

## Серія монет «Перші леді»
З 2007 року почали карбуватися золоті монети з 10 доларів («орел») серії «Перші леді», присвячені дружинам президентів США. Усі монети виготовлені на монетному дворі у Вест-Пойнті і несуть на собі емблему монетного двору «W».

## Джерело
- Нумізматичний сайт [Архівовано 6 січня 2017 у Wayback Machine.] (англ.)
- The United States Mint [Архівовано 30 грудня 2016 у Wayback Machine.] (англ.)